# Kristian Thulesen Dahl

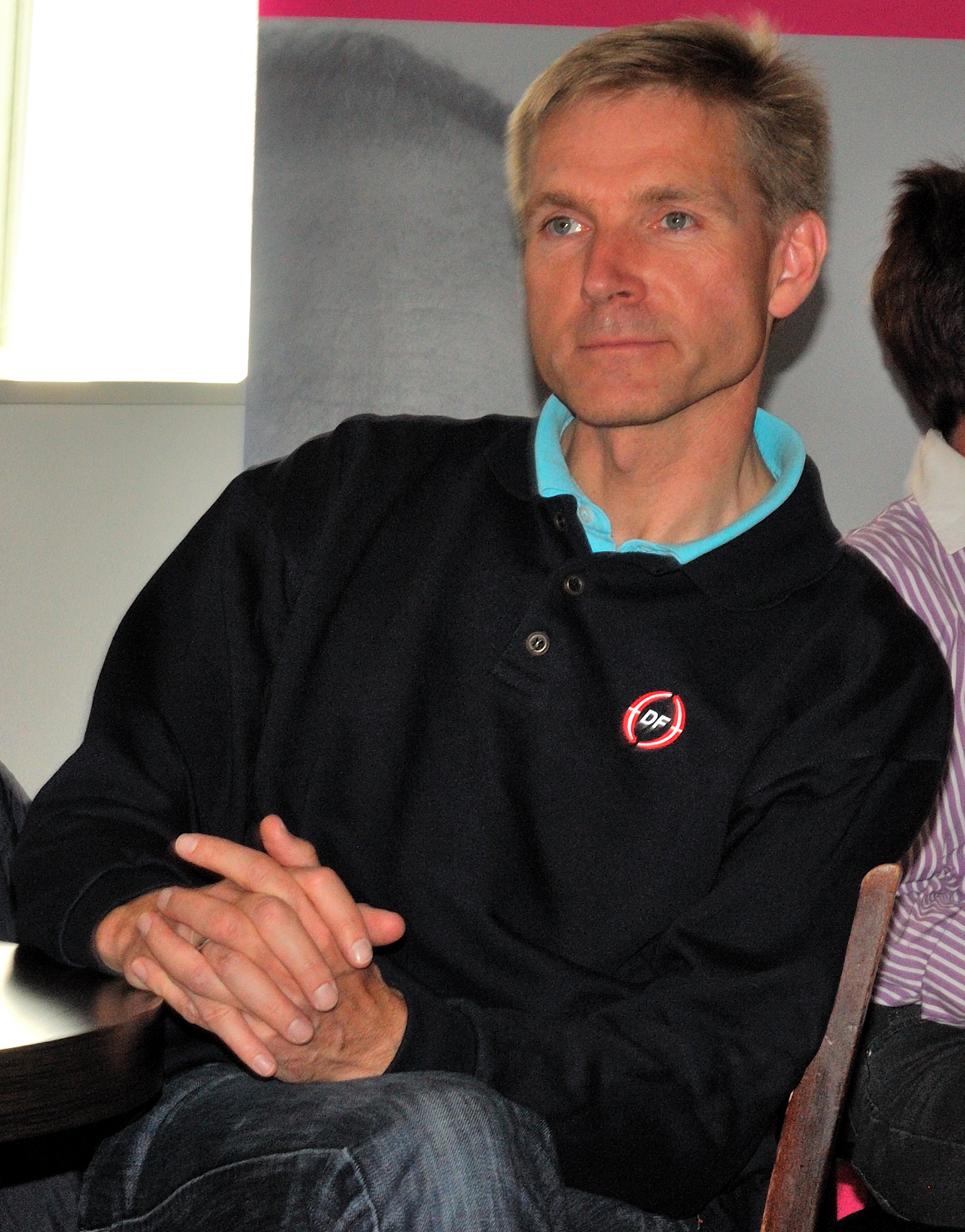
Kristian Thulesen Dahl

Kristian Thulesen Dahl (* 30. Juli 1969 in Brædstrup) ist ein dänischer Politiker (parteilos, Dansk Folkeparti, Fremskridtspartiet).

## Leben
Dahl wurde in Brædstrup als Sohn eines Lehrerehepaares geboren. Von 1976 bis 1985 besuchte Dahl die Nørre Snede Centralskole, danach bis 1988 das Tørring Gymnasium. Von 1988 bis 1989 absolvierte er seinen Wehrdienst. Dahl studierte Rechtswissenschaft an der Universität Aalborg. Dahl ist verheiratet und hat drei Kinder. Sein älterer Bruder Jacob ist Direktor des Skanderborg Gymnasiums. 
Von 1985 bis 1995 war Dahl Mitglied der Partei Fremskridtspartiet. Noch im selben Jahr trat er in die Dansk Folkeparti über. Seit 1994 ist Dahl Abgeordneter im Folketing. Im September 2012 übernahm Dahl als Nachfolger von Pia Kjærsgaard den Parteivorsitz der Dansk Folkeparti. Er gilt als guter Redner. Unter seiner Führung schwenkte die Partei von einem strikt antieuropäischen Kurs auf eine populistische EU-skeptische Linie um. Die Parlamentswahl im Juni 2015 in Dänemark war die erste der Folkeparti unter seiner Führung und die bis dahin erfolgreichste mit 21,1 % der Stimmen.
Am 29. Juni 2022 trat er aus der Dansk Folkeparti aus.

## Preise und Auszeichnungen (Auswahl)
- 2013: Ritterkreuz 1. Grades des Dannebrogordens[5]